# Interdynamics MKR
Interdynamics MKR — експериментальний шведський автомат, не прийнятий на озброєння. Зброя була розроблена під оригінальний патрон кільцевого запалення калібру 4,5 мм із загостреною кулею великого подовження, що забезпечує пробиття стандартної армійської каски з дистанції 300 м при дальності ефективної стрільби в 400 м.

## Опис
MKR виконана за компонуванні буллпап і позбавлена одного з головних її недоліків: зброя, призначена для використання правшами, не може ефективно застосовуватися лівшами і навпаки через близькість гільзоекстрактора до обличчя стрільця. У MKR ж викид проводився через спеціальний канал позаду магазина. Рукоятка зведення розташована зверху і легкодоступна з обох сторін. Секторний магазин має форму півкільця . Він, як і корпус зброї виконаний з пластика. Автоматика заснована відводі порохових газів з каналу ствола, замикання здійснюється перекосом затвора вниз. Вогонь ведеться з відкритого затвора.

## Варіанти
На основі MKR розроблялися карабін з укороченим стволом, ручний кулемет і пістолет-кулемет зі зменшеними розмірами, веденням вогню з закритого затвора і магазином, що кріпиться збоку.
Після прийняття в 1979 році блоком НАТО єдиного патрона 5,56 × 45 мм, під нього був розроблений варіант MKR, однак він володів гіршою точністю і проєкт був закритий.